# باربرا جاي بيشوب
باربرا جاي بيشوب (بالإنجليزية: Barbara J. Bishop)‏ هي ضابطة أمريكية، ولدت في 2 أكتوبر 1920 في بوسطن في الولايات المتحدة، وتوفيت في 28 يناير 2005.